# カフェ・ゲルボワ
カフェ・ゲルボワ (Café Guerbois) は、19世紀のパリ、バティニョール大通り11番地（後のクリシー通り9番地）にあったカフェ。画家エドゥアール・マネや後の印象派の画家たちが集まって議論を戦わせたことで知られる。

## 場所
セーヌ川下流のラ・ロシュ＝ギュイヨン出身のオーギュスト・ゲルボワが経営していた。
場所は、パリの中心から見て北西方向に当たるバティニョール地区と呼ばれる地域であり、モンマルトルの丘の西である。1860年にパリの市域が拡大する前は市域外のコミューンであったが、市域拡大によって17区に組み込まれた。フランス第二帝政下、ジョルジュ・オスマンによるパリの大改造計画において、新しい街路を建設する対象となり、古い町並みが近代的な街区へと変貌していった。

## 芸術家の集まり
エドゥアール・マネは、1850年代半ば頃から、イタリアン大通りにあるカフェ・トルトーニやカフェ・ド・バードに通っていたが、1864年、バティニョール大通り34番地の家に引っ越した頃から、バティニョール地区のカフェ・ゲルボワに通い始めたと思われる。当時のマネは、1863年の落選展で『草上の昼食』、1865年のサロン・ド・パリで『オランピア』を発表し、いずれも大きな物議をかもしていた。その周りには、芸術家や文学者たちが集まるようになっていった。

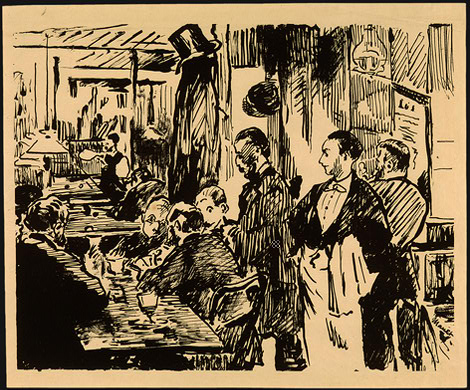
マネ『カフェにて』（リトグラフ）。カフェ・ゲルボワの様子と思われる。

早い時期からカフェ・ゲルボワに集まるようになったのは、詩人のザカリー・アストリュク、中学時代からの友人アントナン・プルースト、写真家ナダール、文学者を目指すエミール・ゾラ、批評家ルイ・エドモン・デュランティ、テオドール・デュレ、フィリップ・ビュルティ、画家アンリ・ファンタン＝ラトゥール、ルーヴル美術館で模写をしている時にマネと出会って親しくなったエドガー・ドガ、アントワーヌ・ギュメ、版画家マルスラン・デブータン、美術批評家フィリップ・ビュルティなどがいた。
後の印象派の画家たちがカフェ・ゲルボワに集まるようになったのは、1866年頃からであるとされている。クロード・モネは、1866年にマネと知り合い、カフェ・ゲルボワに顔を出すようになった。
ピエール＝オーギュスト・ルノワールとフレデリック・バジールは、1868年にバティニョール地区のラ・ペ通り（1869年12月にラ・コンダミンヌ通りに改称）9番地に引っ越したが、そこはカフェ・ゲルボワのすぐ近くであった。モネやルノワールは、カフェ・ゲルボワでは、聞き役に回ることが多い、控えめな客であった。アルフレッド・シスレーは1868年頃からカフェ・ゲルボワに行くことがあったが、内気な性格のため、それほど頻繁ではなかった。カミーユ・ピサロは、パリ西郊のルーヴシエンヌに住んでおり、パリに出向くとカフェ・ゲルボワを訪れた。ポール・セザンヌも、ピサロに連れられて参加したようであるが、都会的な雰囲気にはなじめず、マネからの握手にも応じなかったという。
陽気で魅力的なマネの周りには、若い画家が集まり、マネは彼らに対する経済的支援も惜しまなかった。中でも、マネとドガは、機知に富む会話と、辛辣な議論の応酬を楽しんでいた。主人のゲルボワは、彼らの集まりのために、入口の左側にある部屋に2台の大理石のテーブルを常に用意するようになった。モネは、後に、「際限なく意見を戦わすこうした『雑談』ほど面白いものはなかった。そのおかげで、我々の感覚は磨かれ、何週間にもわたって熱中することができ、そうして意見をきちんとまとめることができた。」と振り返っている。

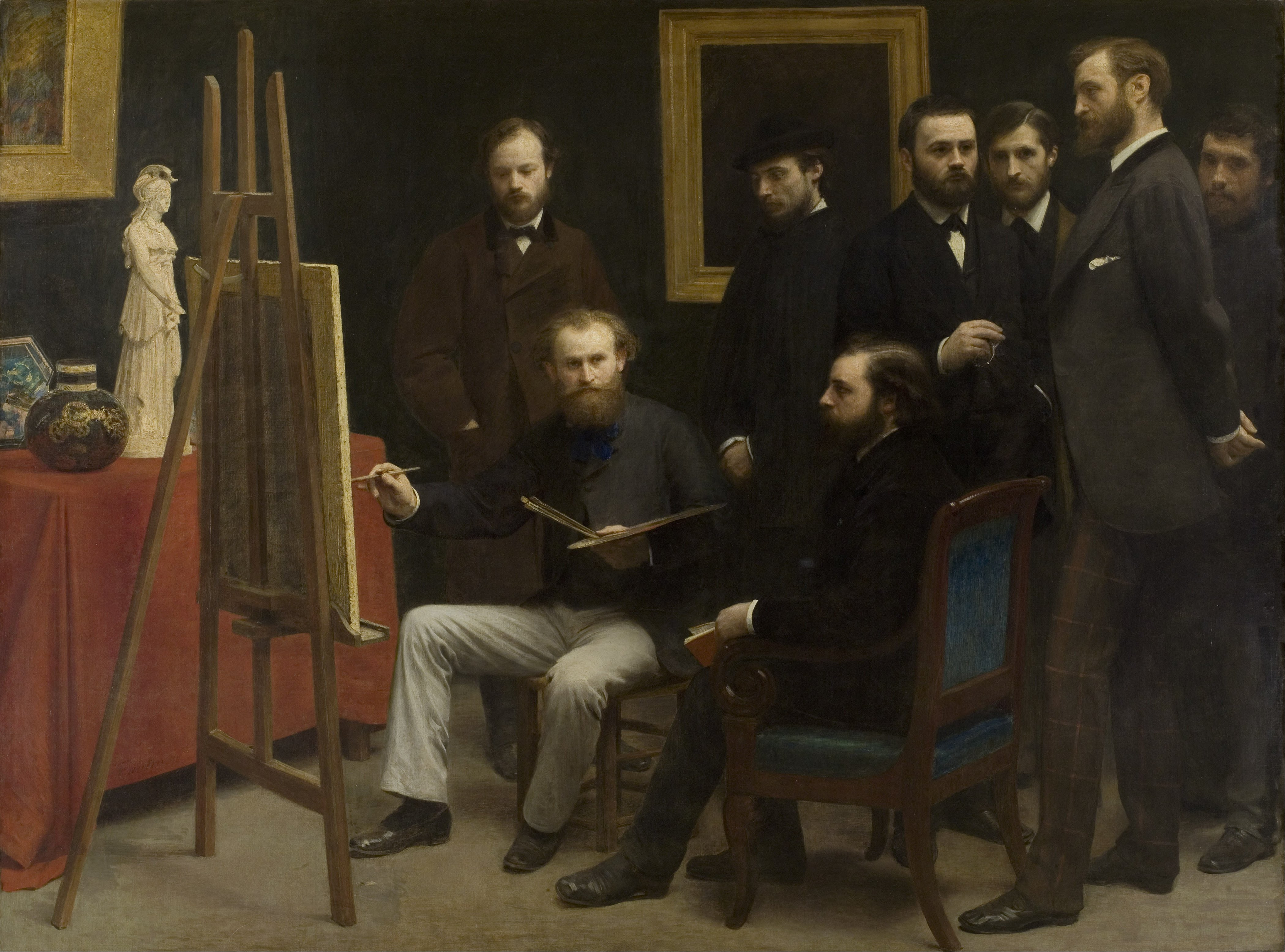
アンリ・ファンタン＝ラトゥール『バティニョールのアトリエ』1870年。絵筆を持つマネ、ポーズをとるアストリュック（右横の椅子）、マネの左後ろから右へオットー・ショルデラー、ルノワール、ゾラ、エドモン・メートル、バジール（長身の人物）、モネが囲んでいる。

マネを中心とする画家の集まりは、マネのアトリエとカフェ・ゲルボワがバティニョール地区にあったことから、「バティニョール派」と呼ばれるようになった。ファンタン・ラトゥールの『バティニョールのアトリエ』には、マネを中心に若い芸術家たちが集まっている様子が描かれている。
アルマン・シルヴェストルは、当時のカフェ・ゲルボワについて、次のように書いている
1873年半ば頃、版画家デブータンが先導するように、カフェ・ゲルボワから、ピガール広場のカフェ・ド・ラ・ヌーヴェル・アテーヌにたまり場が移っていった。
1874年、モネ、ルノワール、ピサロ、ドガといったバティニョール派の若い画家たちは、サロン・ド・パリから独立したグループ展を開催し、やがて印象派と呼ばれるようになっていった。

## その後
カフェ・ゲルボワは、後に「ブラスリー・ミュラー」と名前を変え、1957年まで続いた。現代では、その場所は雑貨店となっている。